# Supercupa Moldovei 2003
La Supercupa Moldovei 2003 è stata la 1ª edizione della Supercoppa moldava.
La partita si è disputata a Tiraspol allo stadio Sheriff Stadium tra il Zimbru Chișinău, vincitore della coppa e lo Sheriff Tiraspol, vincitore del campionato.
A conquistare il trofeo è stato lo Sheriff Tiraspol per 2-0. Per la squadra di Tiraspol è il primo titolo.

## Tabellino
| Arbitro: | Tudor Cepoi |

|  |           |                       |
|  | Marcatori | 22’ 27’ (rig.) Farias |

| Zimbru Chișinău | Sheriff Tiraspol |

### Formazioni
|                 |    |                      |     |     |
|                 |    |                      |     |     |
| POR             | 1  | Cătălin Mulţescu     |     |     |
| DIF             | 2  | Ghenadie Olexici     |     |     |
| DIF             | 27 | Vasile Dan Bolfa     |     |     |
| DIF             | 15 | Andrian Cucovei      |     |     |
| DIF             | 18 | Daniel Bălaşa        |     | 26’ |
| CEN             | 14 | Andrei Burcovschi    |     | 82’ |
| CEN             | 6  | Oleksandr Stadiiciuc | 37’ | 46’ |
| CEN             | 20 | Jeven Boicenco       |     | 88’ |
| CEN             | 8  | Boris Cebotari       |     |     |
| ATT             | 10 | Vladimir Şişelov     |     | 46’ |
| ATT             | 17 | Serhij Pisnic        |     |     |
| A disposizione: |    |                      |     |     |
| POR             | 12 | Denis Romanesko      |     |     |
| DIF             | 4  | Simeon Bulgaru       |     | 46’ |
| DIF             | 19 | Alexandru Epureanu   |     | 46’ |
| CEN             |    | Aleksandr Cheltuială |     |     |
| CEN             |    | Jeven Cebotaru       |     |     |
| CEN             | 13 | Serghei Dodul        |     | 88’ |
| CEN             | 24 | Denis Zmeu           |     | 82’ |
| Allenatore:     |    |                      |     |     |
| Serghei Sîrbu   |    |                      |     |     |

|                 |    |                        |  |     |
|                 |    |                        |  |     |
| POR             | 25 | Sebastian Huţan        |  |     |
| DIF             | 4  | Yurie Priganiuc        |  |     |
| DIF             | 5  | Vazha Tarkhnishvili    |  |     |
| DIF             | 22 | Florent Lăcustă        |  | 80’ |
| DIF             |    | Ivan Testemitanu       |  |     |
| CEN             | 7  | Stanislav Ivanov (C)   |  |     |
| CEN             |    | Vadim Boreţ            |  |     |
| CEN             |    | Oniacionam             |  | 87’ |
| CEN             |    | Victor Comleonoc       |  | 89’ |
| CEN             |    | Victor Baryshev        |  |     |
| ATT             | 11 | Leandro Farias         |  | 85’ |
| A disposizione: |    |                        |  |     |
| POR             | 1  | Aleksandr Kirilov      |  |     |
| DIF             |    | Vyacheslav Iaroslavski |  | 89’ |
| DIF             |    | Andriy Makarov         |  |     |
| CEN             | 3  | Oleh Humenyuk          |  | 87’ |
| CEN             |    | Andriy Secrieru        |  |     |
| ATT             |    | Andriy Nesteruk        |  | 85’ |
| ATT             |    | Serghei Alexeev        |  |     |
| Allenatore:     |    |                        |  |     |
| Ihor Nakonechny |    |                        |  |     |